# Sega Mega Drive
Sega Mega Drive – 16-bitowa konsola gier wideo wydana przez Segę w październiku 1988 roku w Japonii i 1992 w Polsce. W Ameryce Północnej konsola była sprzedawana jako Sega Genesis, ponieważ Sega nie mogła uzyskać pełni praw do nazwy Mega Drive. Produkcja konsoli została zakończona w 1997 roku. Konsola była następcą 8-bitowych Sega Master System/Sega SG-1000 Mark III.
4 października 2019 została wydana zminiaturyzowana wersja konsoli – Sega Mega Drive Mini. W październiku 2022, Sega wydała drugi model tejże konsoli.

Logo konsoli

## Dane techniczne

### Procesor
Główny procesor: 32-bitowy Motorola 68000 (lub jego odpowiednik).
- Taktowanie procesora w konsolach PAL 7,61 MHz, w konsolach NTSC 7,67 MHz.
- Niektóre systemy zawierały „klony” tegoż procesora wyprodukowane przez Hitachi i Signetics.
- Signetics 68K był używany tylko we wczesnych wersjach tejże konsoli, gdyż nie był wystarczająco efektywny.

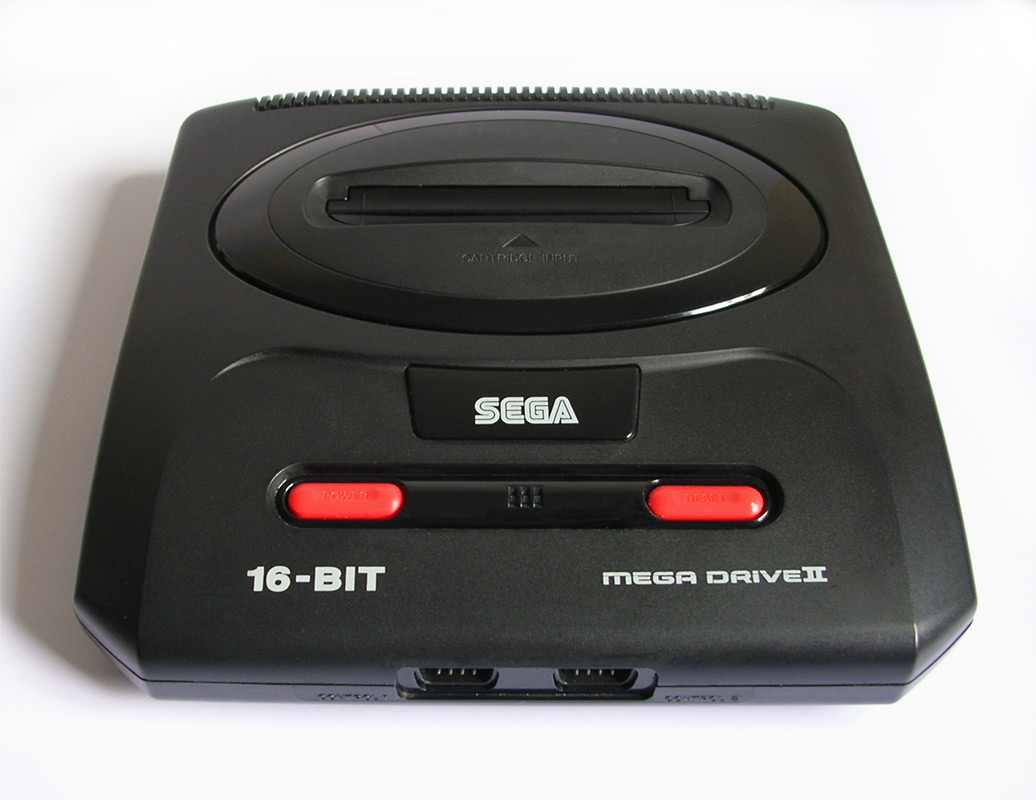
Mega Drive II – późniejszy model konsoli po redesignie

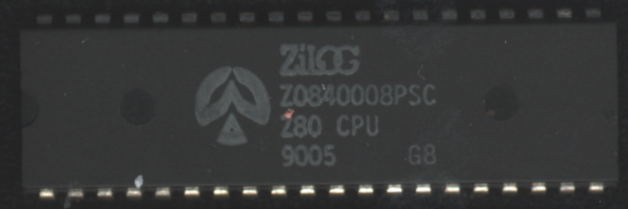
Procesor Zilog Z80

Pomocniczy procesor: 8-bitowy Zilog Z80 (lub jego odpowiednik).
- Taktowanie procesora w konsolach PAL 3,55 MHz, w konsolach NTSC 3,58 MHz.
- Zilog 80 używany był jako główny procesor w trybie emulacji konsoli Sega Master System.
- Używany także jako sterownik dźwięku.

### Pamięć
- Boot ROM: 2 KB.
- Główny RAM: 64 KB.
- Video RAM: 64 KB; procesor nie ma bezpośredniego dostępu, pamięć musi być odczytywana i zapisywana przez VDP (Video Display Processor).
- Pomocniczy RAM: 8 KB; używany jako główny RAM w trybie emulacji konsoli Sega Master System.
- Obszar pamięci kartridża: do 4 MB (32 Mb).

### Obraz
Mega Drive zawiera VDP (Video Display Processor) dla kontroli płaszczyzn i sprite’ów. Jest to ulepszona wersja VDP używanego w konsoli Sega Master System.
- Płaszczyzny: 4 (2 scrollowane, 1 dla sprite’ów, 1 dla systemu okien).
- Sprite’y: do 80 jednocześnie, w zależności od używanego trybu.
- Paleta kolorów: 512 – z czego jednocześnie mogły być używane 64.
- Rozdzielczość: do 320x224 w konsolach NTSC, podniesiona do 320x240 w konsolach PAL przez dodanie czarnych pasków na górze i na dole obrazu.

### Dźwięk
- Główny układ dźwiękowy: Yamaha YM2612
- Pomocniczy układ dźwiękowy: Texas Instruments SN76489 (wbudowany w VDP)

### Akcesoria
- W Japonii i Brazylii do konsoli można było dokupić Sega Meganet, modem oferujący funkcje online dla gier na konsolę
- Do konsoli wydano też dwa sprzętowe dodatki – napęd odtwarzający płyty CD o nazwie Sega Mega-CD oraz przystawkę, która zmieniała konsolę 16-bitową w 32-bitowy sprzęt, o nazwie Sega 32X. Niektóre gry potrzebowały obu tych akcesoriów
- W 1992 roku, na rynku pojawił się również pistolet świetlny Menacer, który w niektórych grach służył do strzelania (wskazywania celu)[7].
- Power Base Converter pozwalał na granie w gry przeznaczone dla Master System[8]
- Konami wyprodukowało pistolet Justifier, sprzedawany wraz z grą Lethal Enforcers[9]
- W 1995 roku, przedsiębiorstwo MATT wydało na polski rynek gamepad Boomerang, przeznaczony dla m.in. konsol Mega Drive oraz Master System[10][11]

## Kompatybilność wsteczna
Mega Drive jest kompatybilny wstecznie z Sega Mark III oraz Master System dzięki wbudowanym w konsole podzespołom, jednak, jako że poprzednie konsole producenta posiadały inne kartridże, wymagany jest adapter Power Base / Master System Converter w przypadku gier z Master System lub Mega Adaptor w przypadku gier z Mark III.

## Power Pegasus
Od początku 1992 roku, konsole Segi do Polski oficjalnie dostarczało przedsiębiorstwo Nissho Iwai Corporation Warszawa, rozpoczynając od 8-bitowego Master System i 16-bitowego Mega Drive'a a w kolejnych latach wprowadzając następne systemy tego producenta. Strategią przedsiębiorstwa była sprzedaż produktów przez paru innych poddystrybutorów. Początkowo konsole rozprowadzały przedsiębiorstwa specjalizujące się w sprzętach audio-video jak ITI Neovision czy Brabork. W 1994 roku, dostawca zmienił dotychczasowych partnerów i zaczął stawiać na sprzedawców związanych z grami wideo i jednym z partnerów stał się w połowie tego roku Bobmark International. Mega Drive miała jednak niezadowalające wyniki sprzedaży z powodu pojawienia się w 1993 roku, jego pirackich kopii, sprzedawanych w białych pudełkach na wzór japońskiej wersji z dwoma kontrolerami, pod tą samą nazwą lub zmienioną na np. Super Drive, High Quality, Macro Drive, Hunt 16 bit czy MEGA+Plus2 Neon. Problem stanowiły także tańsze podróbki gier. Ponadto, popularnym wśród detalistów stał się import używanych gier z Niemiec lub Austrii w celu odsprzedaży. Sprzęt oryginalny jak i podrobiony można było kupić na raty a konsole oraz gry wypożyczać za opłatą a według dziennikarzy, ich największym przeciwnikiem były popularne komputery Amiga, mające te same możliwości graficzne oraz podobną cenę. Te działania spowodowały, że 16-bitowe imitacje stały się obok "klonów" Pegasusa głównym źródłem utrzymania wielu sklepów i stoisk na giełdzie. Aby walczyć z fałszywkami oraz wypromować nową generację wśród posiadaczy 8-bitowej podróbki Famicoma, Bobmark postanowił wydać klona o nazwie Power Pegasus, którego pierwsze zapowiedzi pojawiły się na przełomie marca i kwietnia 1995 roku podczas targów Play-Box ’95. Pod koniec tego samego roku wydano sprzęt w niewielkim nakładzie a w skład zestawu wchodził kontroler i jedna oryginalna gra, przez co jego cena była między klonem a oryginałem.
W tym czasie Nissho Iwai nie dostał przedłużenia kontraktu dla Europy Środkowo-Wschodniej, z powodu nieefektywności swojej strategii, która spowodowała brak zainteresowania poddystrybutorów w reklamowanie konsol Segi z obawy przed podziałem zysków z równoległymi partnerami. Wraz z przebudową sieci sprzedaży, Sega Europe zdecydowała się współpracować dalej tylko z najbardziej doświadczonymi i efektywnymi poddystrybutorami, z czego w Polsce był to tylko Bobmark. Zamiast Power Pegasusa, skupiono się na nowo wydanej Sega Saturn oraz oryginalnym Mega Drive, co było spowodowane polityką Segi związaną ze wspieraniem sprzedaży 16-bitowej konsoli w Portugalii, Grecji i krajach postkomunistycznych. Działania japońskiego producenta były związane z przewidywaniami analityków rynkowych, którzy dowodzili iż do przynajmniej 1998 roku, 8-bitowe i 16-bitowe systemy będą w tych regionach nadal najpopularniejszym wyborem wśród nabywców. Marek Jutkiewicz przekonywał, że w Polsce istnieje już znacząca baza użytkowników 16-bitowego sprzętu, czego zasługi dopatrywał się m.in. w importerach, dlatego też jednym z głównych planów działania oprócz dystrybucji konsol tego typu, było wsparcie dla sprzedaży oprogramowania i walka z piractwem, pokazując klientowi techniczne zalety kupna oryginałów. Ustalono nową, korzystniejszą cenę Mega Drive'a, dzięki czemu w zestawie znajdował się 1 kontroler i 3 klasyczne gry, co było bardziej opłacalne od m.in. konkurencyjnego Super Nintendo. Ponadto, w ramach specjalnej promocji, do tanich 8-bitowych gier Master System, dodawano Power Base Converter za darmo. Od stycznia 1996 roku, prawa do dystrybucji usługi Sega Channel w Polsce posiadało przedsiębiorstwo Tele-Communications Inc, choć plany jej uruchomienia nie są znane.
Pod koniec swojego cyklu życia, grupa posiadaczy Mega Drive'a oraz kompatybilnych do niego urządzeń, była określana przez polską prasę jako "niemała" i szacowana na 40 000 do 80 000 użytkowników a sam sprzęt znalazł się na 3 miejscu w ankiecie pisma Secret Service z końca 1997 roku, w kategorii najczęściej posiadanych przez czytelników konsol, wyprzedzając Saturna ale ustępując Game Boyowi i PlayStation. Na przełomie lat 1996 i 1997, działalność rozpoczął Klub Sega, zrzeszający posiadaczy Mega Drive, Master System, Game Gear, Mega-CD, 32X i Saturna, którego członkowie mogli kupować gry wraz z 20% zniżką oraz wymieniać się pocztowo tytułami.

## Sega Channel
W 1994 roku uruchomiono usługę Sega Channel. Po uiszczeniu opłaty, właściciele konsoli Mega Drive dostawali specjalny adapter, pozwalający na podłączenie konsoli do sieci, z której można było ściągać gry. Największą popularnością usługa cieszyła się w Stanach Zjednoczonych, gdzie została uruchomiona w grudniu 1994 roku. Sega wraz ze współpracującymi przedsiębiorstwami próbowała wprowadzać tę usługę w różnych częściach Azji, Ameryki, Europy i Australii.